# Мадемуазель Нітуш (фільм, 1954)
«Мадемуазель Нітуш» (фр. Mam'zelle Nitouche) — французька кінокомедія 1954 року режисера Іва Аллегре з участю Фернанделя. Екранізація популярної оперети, написаної французьким композитором Флорімоном Ерве у 1883 році на лібрето Анрі Мейака і Альберта Мійо.

## Сюжет
У монастирі Ластівок, де виховуються молоді дівчата, органістом працює Селестен (Фернандель), який користується максимальною довірою настоятельки монастиря (Рене Девілер), яка є сестрою майора Леона де Льонґвіля (Жан Дебюкур), командира драгунів. Крім заробляння на життя в монастирі Селестен таємно під псевдонімом Флорідор займається іншою діяльністю, він автор оперети «Красуня Робінсона», яка написана спеціально для співачки Коріни (Мішель Корду), його коханки, яка одночасно є також протеже майора Леона де Льонґвіля. Вихованка монастиря Деніза (П'єр Анджелі) виявляє подвійну ідентичність органіста, але дівчата клянуться що не видадуть Селестена-Флорідора:
Тож чи відбудеться прем'єра оперети і чи вдасться Флорідорові досягти успіху?

## Ролі виконують
- Фернандель — органіст Селестен / композитор Флорідор
- П'єр Анджелі — Деніза / мадемуазель Нітуш
- Жан Дебюкур — майор Леон де Льонґвіль, командир драгунів
- Мішель Корду[fr] — акторка Коріна, коханка Флоридора і протеже майор Леона де Льонґвіля
- Елена Тоссі[fr] — дружина майора
- Рене Девілер[fr] — настоятелька монастиря, сестра майора
- Франсуа Ґерен[fr] — лейтенант Андре ла Возель
- Луї де Фюнес — сержант Петро